# Montaudin
 Montaudin  es una población y comuna francesa, en la región de Países del Loira, departamento de Mayenne, en el distrito de Mayenne y cantón de Landivy.

## Demografía
| 1119 | 1060 | 1001 | 1009 | 938 | 914 |
| Para los censos de 1962 a 1999 la población legal corresponde a la población sin duplicidades (Fuente: INSEE [Consultar]) |      |      |      |     |     |